# Khashaba Dadasaheb Jadhav
Khashaba Dadasaheb Jadhav (ur. 15 listopada 1926 w Goleshwar, zm. 14 sierpnia 1984 koło Kadar) – indyjski zapaśnik. Brązowy medalista olimpijski z Helsinek.
Walczył w stylu wolnym, w kategorii muszej (do 52 kilogramów) i koguciej (do 57 kilogramów). Brał udział w dwóch igrzyskach (IO 48, IO 52). W 1952 odniósł największy sukces w karierze, zdobywając brąz w wadze koguciej. Cztery lata wcześniej zajął szóste miejsce. Po kolejny medal w konkurencji indywidualnej dla Indii sięgnął Leander Paes w 1996.
- Turniej w Londynie 1948

Pokonał Berta Harrisa z Australii i Amerykanina Billy'ego Jernigana i przegrał z Irańczykiem Mansourem Raisim.
- Turniej w Melbourne 1952

Wygrał z Adrienem Poliquinem z Kanady, Meksykaninem Leonardem Basurto i Niemcem Ferdinandem Schmitzem. Przegrał z zawodnikiem radzieckim Raszidem Mamedbekowem i Japończykiem Shohachim Ishiim.
W roku 2000 został laureatem nagrody Arjuna Award.